# Medaglia commemorativa per il giubileo dei 50 anni della milizia sovietica
La medaglia commemorativa per il giubileo dei 50 anni della milizia sovietica è stata un premio statale dell'Unione Sovietica.

## Storia
La medaglia venne istituita il 20 novembre 1967.

## Assegnazione
La medaglia veniva assegnata al personale meritevole di grado elevato o anziano, nonché sottufficiali e agenti di polizia che, il 21 novembre 1967, erano in servizio negli organi, negli enti e nelle istituzioni del Ministero dell'Ordine Pubblico dell'URSS, alle riserve o ai pensionati con 25 anni o più di servizio.

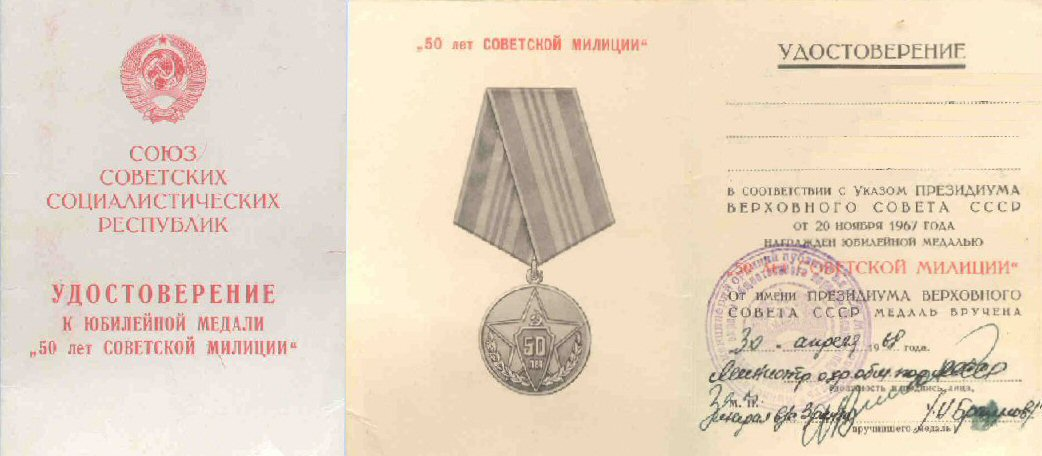
Documento di attestazione.

## Insegne
- La medaglia era in rame-nichel. Il dritto raffigurava una stella a cinque punte con tutte e cinque le punte che toccavano il bordo della medaglia. Alla base della punta superiore della stella, la falce e il martello in rilievo. A partire dal centro della stella, uno scudo con la scritta in primo piano su due righe "50 ANNI" (Russo: «50 ЛЕТ»), la parte inferiore dello scudo toccava il bordo inferiore della medaglia. Lungo la circonferenza inferiore della medaglia, vi erano due rami di quercia salienti verso i punti laterali della stella. Il rovescio raffigurava la scritta lungo la circonferenza "In commemorazione del cinquantesimo anniversario della" (Russo: «В ознаменование пятидесятой годовщины»), e al centro su tre righe "polizia sovietica" (Russo: «советской милиции») e le date "1917-1967", in basso in rilievo, l'immagine di una piccola stella a cinque punte.
- Il nastro era blu con due strisce rosse sui bordi e tre sottili strisce pure rosse centrali.